# البطولات الوطنية الأمريكية 1962 (كرة مضرب)
قائمة بالأبطال في 1962 البطولات الوطنية الأمريكية لكرة المضرب (المعروفة الآن باسم أمريكا المفتوحة):

## الكبار

### فردي رجال
رود لافر هزم  روي إيمرسون 6-2 6-4 5-7 6-4

### فردي سيدات
مارغريت سميث كورت هزم  دارلين هارد 9-7, 6-4